# 董份
董份（1510年—1595年），字用均，一字體化，號泌園，又號潯陽山人，浙江烏程（今湖州市南潯區）人，明朝政治人物，進士出身。

## 生平
嘉靖十六年（1537年）中丁酉科浙江鄉試第六十九名舉人。嘉靖二十年（1541年）登辛丑科二甲第二名進士，改翰林院庶吉士，二十二年十月散館授編修。曾參與纂修《大明會典》。三十三年十月升右春坊右中允、管國子司業事，三十四年二月回坊管事。世宗齋居西宮時，親點為翰林學士，醮齋儀上的天神表也多出自其手。
嘉靖二十三年（1544年）、嘉靖三十二年（1553年）兩次任會試同考官。嘉靖三十五年（1556年）典武會試。嘉靖三十七年（1558年）加太常寺少卿兼翰林院學士，賜一品服，八月与高拱主試順天北闈。次年充會試同考官。四十年二月代李春芳掌翰林院事，總裁南宮，賜有“東觀總裁”印章。不久，又晉禮部右侍郎，賜飛魚服，領從二品俸，轉任吏部左侍郎兼翰林學士，掌詹事府事，四十一年二月与大學士袁煒主考禮部會試。四十三年八月以萬壽節加恩，加工部尚書，仍管吏部左侍郎事。修《奉天大志》時，任副總裁。嘉靖四十一年（1561年）得賜蟒服。嘉靖四十四年（1565年）五月升禮部尚書兼翰林院學士，六月遭給事中歐陽一敬彈劾，罷黜為民。萬曆三十二年（1595年）三月五日病逝，享壽八十六歲。

## 爭議
董份為人貪險，在官攀附權貴，居鄉廣佔田地，蓄積財貨，“ 富冠三吳，田連湖諸邑，殆千百頃。有質舍百余處，各以大商主之，歲得利息數百萬。家畜僮僕不下千人，大航三百余艘”。另外他還利用部分家財放私債，集地租與高利貸剝削于一身。其家在烏程、烏江佔有數萬畝土地，是浙江南潯屈指可數的鄉宦。
萬曆二十二年（1594年）董份孫董嗣成提出懲戒家奴，以弄清土地糾紛是非，允許民戶回贖，價不足者予以補足。言行一出，立即引起湖州百姓抗議。 右副都御史、浙江巡撫王汝訓和巡按御史彭應參，發現董份與同為烏程人的祭酒范應期，在家鄉橫行不法，民怨極大，遮上訴狀者千人。但兩人並未在進一步查證，就即與烏程縣知縣張應望將兩人繩之以法。范應期不堪受辱，進而在獄中自縊。後其妻吳氏赴京上訴。神宗知道此事後，非常的震怒。旋即命人將彭應參、張應望下獄，謫張應望戍煙瘴之地，彭應參、王汝訓削籍為民。連舉薦王汝訓、彭應參的吏部尚書孫丕揚和都御史衷貞吉都受到牽連。
后來百官無人敢過問此事，而百姓狀告不止，最終命袁可立審理此案，袁可立把百姓揭發董家的訴狀分發各縣審理，在查實董家侵佔民田的事實後，責其退還，對於百姓一方參與施暴鬧事者，採取“徐取一、二倡亂者抵法”，其余均不予追究。事件很快就得到了平息。

## 著作
著有《史記評鈔》四十卷、《漢書評鈔》四十卷、《後漢書評鈔》二十卷、《泌園集》三十七卷、序《萬曆湖州府志》十卷等

## 家族
曾祖董鐸。祖父董庠。父董環，贡士。母张氏。慈侍下。